# Pulgasari
Pulgasari – północnokoreański film fabularny, wyprodukowany w 1985 roku. Opowiada o fikcyjnym potworze imieniem Pulgasari. Film został wyprodukowany przez południowokoreańskiego reżysera i producenta filmowego Shin Sang-oka, porwanego w 1978 roku na rozkaz Kim Dzong Ila, syna rządzącego wówczas krajem Kim Ir Sena. Film uważany jest za propagandowy.

## Fabuła
Akcja filmu została umiejscowiona w feudalnej Korei. Ludzie są represjonowani przez króla, który odebrał im własność, a niektórych zagłodził na śmierć. Jedną z takich osób jest kowal posiadający magiczną moc. Monarcha nie zdawał sobie sprawy, iż ów kowal przed swoją śmiercią stworzył potwora - Pulgasari, spożywającego żelazo. Krew córki zmarłego kowala przywołuje Pulgasari, by ten stanął w obronie mieszkańców i walczył z królem.